# Кутижма (приток Шуи)
Кутижма — река в России, протекает по Пряжинскому району Карелии.
Длина реки составляет 33 км, площадь водосборного бассейна 275 км². Вытекает из Кутижозера, в которое впадает река Юлиеги.
Протекает через посёлок Кутижма, в котором пересекает шоссе 86К-10 («Петрозаводск — Суоярви»), южнее посёлка пересекает железную дорогу Петрозаводск — Суоярви. Устье реки находится в 56 км по левому берегу реки Шуи, западнее посёлка Матросы.
В 5,5 км от устья, по левому берегу реки впадает река Виллайоки.
Юго-западнее посёлка Кутижма в реку впадает правый приток Чапай (из озера Чопчем).

## Данные водного реестра
По данным государственного водного реестра России относится к Балтийскому бассейновому округу, водохозяйственный участок реки — Шуя, речной подбассейн реки — Свирь (включая реки бассейна Онежского озера). Относится к речному бассейну реки Нева (включая бассейны рек Онежского и Ладожского озера).
Код объекта в государственном водном реестре — 01040100112102000014622.